# Živalstvo in rastlinstvo Jordanije
Rastlinstvo in živalstvo Jordanije je razširjeno v različnih naravnih habitatih. Čeprav je večji del države puščava, ima več geografskih regij, vsaka z raznolikostjo prilagojenih rastlin in živali. Najdbe fosilov kažejo, da so v regiji v obdobju paleolitika imeli sirske rjave medvede (Ursus arctos syriacus), azijske leve (Panthera leo leo), zebre, azijske slone in nosoroge, vendar so te vrste na tem območju zdaj izumrle.
Pred kratkim, v 20. stoletju, je zaradi lova lokalno izumrl arabski oriks, več vrst jelenov in gazel pa je bilo zmanjšanih na ostanke. Leta 1966 je bilo ustanovljeno Kraljevo društvo za varstvo narave za ohranjanje naravnih virov Jordanije, vzpostavljena so bila številna zavarovana območja, uvedeni so bili ohranjevalni ukrepi in programi reje v ujetništvu, kar je povzročilo povečanje števila teh živali. Leta 1978 so v Jordanijo iz ZDA pripeljali 11 arabskih oriksov. Zanje so poskrbeli v rezervatu za prostoživeče živali Shaumari. Od takrat ne samo, da je populacija oriksov dosegla 200, ampak Jordanija z njimi oskrbuje tudi  druge države . V Jordaniji najdemo številne sesalce, več kot štiristo vrst ptic obišče ali živi v državi, najdenih je bilo več kot dva tisoč rastlinskih. Skupno 220 vrst ptic selivk prileti v in iz Jordanije iz Evrope, Azije in Afrike. Poleg tega je tu 150 vrst gnezdilk.

## Geografija
Poleg zelo kratkega obalnega pasu v Akabskem zalivu je Jordanija skoraj popolnoma zaprta. Večinoma je sestavljena iz dvignjene planote med 700 do 1200 m nadmorske višine, razdeljene na grebene, doline in soteske. Vzhodni del države je puščava, ki se združi v Sirijsko puščavo in severnim delom puščav Savdove Arabije. Tu je nekaj oaz in nekaj sezonskih potokov. Zahodni del države je bolj gorat z naravno vegetacijo mediteranskega zimzelenega gozda. Zahodna meja je dolina reke Jordan, kjer reka Jordan in Mrtvo morje ležita nekaj sto metrov pod morsko gladino in tvorita mejo med Jordanijo na vzhodu ter Izraelom in palestinskim ozemljem na zahodu.
Severni del doline reke Jordan je najbolj rodovitno območje države. Mrtvo morje dobiva vodo iz reke Jordan in sezonskih potokov v vadijih, vendar nima izliva. Z izhlapevanjem izgubi vodo, je izjemno slano, v njem ni življenja živali ali rastlin. Proti jugu je zahodna meja države oblikovana kot pečina na robu Velike riftne doline, ki se nadaljuje proti jugu do Akabskega zaliva. Podnebje je poleti vroče in suho, pozimi pa hladno, čas leta, ko se pojavijo vse padavine.

## Rastlinstvo
Jordanija ima vrsto habitatov z biotsko raznovrstnostjo. V državi so zabeležili več kot dva tisoč vrst rastlin; približno 150 rastlinskih družin in 700 rodov. Samo trije od teh so golosemenke; alepski bor (Pinus halepensis), Vednozelena cipresa in fenicijski brin (Juniperus phoenicea). Zabeleženih je bilo od pet do deset vrst praproti, približno 150 vrst gliv in lišajev.
Številne cvetoče rastline cvetijo spomladi po zimskem deževju, vrsta vegetacije pa je v veliki meri odvisna od količine padavin. Gorske regije na severozahodu so odete v naravne gozdove  bora, listopadnega hrasta, zimzelenega hrasta, pistacije in divjih oljk. Na jugu in vzhodu se vegetacija bolj grmičasta in se združi v stepsko rastje, središče in vzhod države pa sta v veliki meri hamada, vrsta puščavske pokrajine, ki jo sestavljajo visoke, v glavnem nerodovitne, trde skalnate planote, kjer se je večina peska odstranila z deflacijo.
Pobočja, ki gledajo na riftno dolino, so zasedena z vadiji, po katerih pozimi teče voda in imajo bujno rast dreves in grmovja na sicer negostoljubnem terenu. V riftni dolini so v naravnem rezervatu Fifa soline in območja poltropske vegetacije. Na jugu, blizu Akabskega zaliva, je naravni rezervat Qatar, to območje je skozi celo leto suho in vsebuje stepsko rastlinstvo z akacijevimi drevesi.
Na grmiščnem območju je glavna lesna vrsta Sarcopoterium spinosum, v stepah prevladujejo Ballota undulata in Salvia dominica, z Astragalus bethlemiticus in Marrubium libanoticum. Območje hamada ima omejeno število vrst. V kamnitih območjih pogosto prevladuje Anabasis spp. medtem ko imajo bolj peščena območja več Retama raetam. Na območjih z vadiji, gramoznimi tlemi ali kraji, ki so izpostavljeni hitrim poplavam, obstaja bolj raznolika flora, ki vključuje tamarišo, pelin (Artemisia) in [Akacija|akacijo]], na prodnatih območjih pa so po navadi Salsola verticillata in Halogeton alopecuroides. Državna roža Jordanije je črni iris (Iris nigricans), ki ga lahko najdemo v bližini Madabe.

## Živalstvo
Lov je v Jordaniji tradicionalni šport, v 1930-ih pa so arabskega oriksa v državi izlovili do izumrtja. Tri vrste gazel, Gazella dorcas, golšava gazela (Gazella subgutturosa) in gorska gazela (Gazella gazella), so bile prav tako lovljene in močno iztrebljene. Leta 1973 je bila sprejeta zakonodaja za nadzor lova, uvedli so zaprto sezono in določili kvote. Rezervat za prostoživeče živali Shaumari, ograjeno območje v puščavah osrednje Jordanije, se odtlej uporablja v programu vzreje in ponovno uvedbo arabskega oriksa , pa tudi za drugih vrst, kot so somalijski noj (Struthio molybdophanes), perzijski onager ( Equus hemionus onager ) in gazele . Druge živali, ki so jih izpustili v naravo, so nubijski ibex ( Capra nubiana ), divja svinja, damjak in srna.
Mesojedi sesalci v Jordaniji so črtasta hijena (Hyaena hyaena), karakal, džungelska mačka, saharska mačka, afriška divja mačka (Felis lybica), arabski volk (Canis lupus arabs), zlati šakal (Canis aureus), fenek, arabska rdeča lisica (Vulpes vulpes arabica), Blanfordova lisica (Vulpes cana), Rüppellova lisica (Vulpes rueppellii), egipčanski mungo ( Herpestes ichneumon ), mala podlasica, evropski jazbec ( Meles meles ) in evropska vidra (Lutra lutra). Obstaja približno dvajset vrst netopirjev in podobno število glodavcev, vključno kavkaška veverica, azijski vrtni polh (Eliomys melanurus), evfratski skakač (Allactaga euphratica), bližnjevzhodna slepa podgana (Spalax ehrenbergi) ter različni voluharji, miši, podgane, bodičaste miši, skakači in hrčki. Drugi sesalci, ki jih najdemo v primernem habitatu, so divja svinja, evropski zajec, gorski zajec, indijski divji prašič, pečinar (Procavia capensis), rjavoprsi jež, dolgouhi jež (Hemiechinus auritus) in puščavski jež (Paraechinus aethiopicus).
V Jordaniji je bilo zabeleženih približno 426 vrst ptic. Mnoge od teh so redke ali naključni prišleki, druge  so ptice selivke v prehodu med gnezdiščem in prezimovališčem. Nekatere prezimujejo v Jordaniji. Nekatere od njih so globalno ogrožene, med njimi so beloglava raca (Oxyura leucocephala), tristanski švigavec (Pterodroma incerta), klavžar, egiptovski jastreb, beloglavi jastreb, golouhi jastreb (Torgos tracheliotos), faraonska orlova sova (Bubo ascalaphus), pegasta sova, planinski orel, stepski orel, veliki klinkač, kraljevi orel, MacQueenova bustard (Chlamydotis macqueenii), sibirski žerjav (Leucogeranus leucogeranus), stepska priba (Vanellus gregarius), sokol plenilec, marmornata raca (Marmaronetta angustirostris), vodna penica (Acrocephalus paludicola) in sirska pevka. V biosferskem rezervatu Mudžib najdemo štiri velike ujede, kačarja, rjasto kanjo, puščavskega sokola ( Falco peregrinus pelegrinoides ) in kraguljega orla in globalno ogroženo južno postovko. Druge vrste ptic, ki prevladujejo v Jordaniji so siva vrana, šoja, smrdokavra, kukavica, izraelski rdečeperutec (Onychognathus tristramii), dimača vrana in bulbul (Pycnonotus xanthopygos).
Iz Jordanije je znanih pet vrst želv in obstajajo različne kače,. Drugi plazilci so gekon, skink, agame kuščarice, puščavski varan in breznogi kuščar. Dvoživke so omejene na eno vrsto pupkov (Ommatotriton vittatus) in tri vrste žab in krastač.
Število sladkovodnih vrst rib je omejeno, vendar v reki Jordan in različnih jezerih in jezovih obstaja 25 vrst domačih in vnesenih rib v osmih družinah. Jordanski krap (Acanthobrama lissneri) je vrsta rib, endemičnih rek in jezer porečja Jordana. Uvedli so ga v več jezer in akumulacij v regiji, vključno z rezervatom Azraq Wetland, čeprav se ta oaza v vzhodni puščavi presuši, ker se pridobivajo prekomerne količine podzemne vode.  Kritično ogroženi  Aphanius sirhani se obdrži tudi na tej isti lokaciji s populacijo, ki jo sestavlja približno nekaj tisoč osebkov. 

## Zaščita
Kraljevo društvo za ohranjanje narave je bilo ustanovljeno leta 1966 za zaščito in upravljanje naravnih virov Jordanije. Pod njegovim okriljem sta bila postavljena biosferni rezervat Dana in biosferni rezervat Mudžib ter približno devet drugih naravnih rezervatov za živali, gozd in močvirje.